# ملبنة غاسرية
مُلَبِّنَة الغَاسريَّة أو العُصَيَّة اللبنية الغاسرية نوع من جنس المُلَبِّنَات عرَّفه فرانسوا غاسر وشركاؤه عام 1980.

تعيش المُلَبِّنَة في الأمعاء والجهاز التناسلي السفلي عند النساء الأصحاء، وهي إحدى الأنواع الأربعة الرئيسة من المُلَبِّنَات التي تعد الجزء الرئيس من النبيت المهبلي.
تُنتج مُلَبِّنَة جاسر جاسريسين A، وهو مبيد جرثومي، وتُنتج لاكتوسيلين.
بلغ المجموع المورثي للبكتيريا 1.89 مليون زوج قاعدي عام 2008.